# Distretto di Seo (Daegu)
Seo (Hangŭl: 서구; Hanja: 西區) è un distretto di Daegu. Ha una superficie di 17,52 km² e una popolazione di 245.485 abitanti al 2006.